# Cubas håndboldlandshold (herrer)
Cubas håndboldlandshold for mænd er det mandlige landshold i håndbold for Cuba. Det repræsenterer landet i internationale håndboldturneringer. De reguleres af Cubas håndboldforbund. Deres, største øjeblik var kvartfinalen, under VM 1999, hvor holdet besejrede Sverige med 26:33, kort efter at have besejret Danmark med 32:24, i den anden runde. Både, ved VM 1995 og 1997, nåede holdet kun knock-out fasen, efter den succesfulde tid, hvorefter at holdet forsvandt fra scenen i et stykke tid, men i 2009, kvalificerede de sig til VM. Holdet har vundet 8 Panamerikamesterskabet, i 1979, 1981, 1983, 1985, 1989, 1994, 1996 og 1998.
Holdet deltog ved VM 2009.

## Resultater

### Sommer-OL
- 1980: 11.-plads
- 2000: 11.-plads

### VM
- 1982: 13.-plads
- 1986: 15.-plads
- 1990: 14.-plads
- 1995: 13.-plads
- 1997: 14.-plads
- 1999: 8.-plads
- 2009: 20.-plads[2]
- 2025: 32.-plads

### Panamerikamesterskabet
- 1979:  Guld
- 1981:  Guld
- 1983:  Guld
- 1985:  Guld
- 1989:  Guld
- 1994:  Guld
- 1996:  Guld
- 1998:  Guld
- 2000:  Sølv
- 2008:  Bronze
- 2010: 4.-plads